# Marrubium paniculatum
Marrubium paniculatum là một loài thực vật có hoa trong họ Hoa môi. Loài này được Desr. mô tả khoa học đầu tiên năm 1792.